# Dominique Eade
Dominique Frances Eade  (* 16. Juni 1958 in Ruislip, England) ist eine US-amerikanische Jazzsängerin, Pianistin, Musikpädagogin, Songwriterin und Komponistin.

## Leben und Wirken
Dominique Eade ist die Tochter eines US-amerikanischen Air-Force-Offiziers und einer Schweizerin. Sie wuchs abwechselnd in den Vereinigten Staaten und Europa auf; als Kind hatte sie Klavierunterricht, und als Jugendliche lernte sie Gitarre, spielte Folk-, Pop- und Jazzsongs und schrieb auch eigene Songs. Ihre ersten Auftritte hatte sie in Cafés in Stuttgart, wo sie das Gymnasium besuchte. Danach wechselte sie auf das Vassar College in Poughkeepsie, wo sie Anglistik studierte. Daneben sang sie dort in der Jazz-Formation Naima, der auch Joe McPhee angehörte. Sie wechselte für kurze Zeit zum Berklee College of Music und schloss ihr Studium am New England Conservatory (NEC) in Boston ab, wo der Pianist Ran Blake ein wichtiger Mentor und Kollege wurde. 
Nach Abschluss ihres Studiums unterrichtete sie am NEC und war daneben in der lokalen Jazz-Szene der Stadt aktiv. Sie arbeitete u. a. mit Mick Goodrick, Donald Brown und Bill Pierce. Außerdem trat sie in den Vereinigten Staaten und in Europa auf, wo sie auch an Workshops mitwirkte. Neben dem Jazz betätigte sie sich auch als Interpretin zeitgenössischer Musik und wirkte als Solistin in den Formationen Boston Musica Viva, Composers in Red Sneakers und NuClassix mit. Eade trat auch mit den Jazzbands Orange Then Blue und dem  Either/Orchestra auf. 1987 begann sie als erste Jazz-Künstlerin im Rahmen des NEC Artist Diploma Programms ein Studium bei Dave Holland und Stanley Cowell.
Im Jahr 1990 zog sie nach New York City, wo bald ihr erstes Soloalbum entstand, The Ruby and the Pearl, an dem Alan Dawson und Stanley Cowell mitwirkten. Neben ihrer Arbeit in New York unterrichtete sie weiter am NEC in Boston und trat in zwei Opern von Anthony Braxton auf, ferner mit einem Trio aus Gene Bertoncini, Ben Street und Kenny Wollesen, mit denen sie im East Village gastierte, außerdem mit einem Duo aus Mark Helias und Peter Leitch. Es folgten Engagements in The Village Gate, Five Spot, Birdland, Visiones und Cornelia Street Cafe, bei denen sie von Musikern wie Ira Coleman, Larry Goldings, John Medeski, Fred Hersch, Kevin Hays, James Genus, Gregory Hutchinson und Tom Rainey begleitet wurde. Mit Bruce Barth, George Mraz und Lewis Nash nahm sie dann ein zweites Album auf, My Resistance is Low.
Vor ihrer Rückkehr nach Boston 1996 unterzeichnete Eade einen Plattenvertrag bei dem Label RCA Records, für das sie zwei weitere Alben einspielte, When the Wind Was Cool (ein Tributalbum für June Christy und Chris Connor, mit Benny Golson, Fred Hersch, James Genus, und Matt Wilson), sowie The Long Way Home (mit Dave Holland und Victor Lewis), für die sie auch eigene Songs schrieb und arrangierte. 
Danach tourte sie durch die USA und Europa; um sich jedoch mehr um ihre Familie zu kümmern, beschränkte sie sich bald darauf, im Raum Boston aufzutreten und als Komponistin zu arbeiten. Im Jahr 2001 nahm sie einige Songs für Columbia Records auf. 2006 spielte sie weiteres Material mit dem Pianisten Jed Wilson ein, der ihr Schüler am NEC war (Open). Eade trat danach auch erneut in New York mit Ran Blake im Duo, dann mit Jed Wilson, Ben Street, Matt Wilson in Quartett-Besetzung, und im Duo mit dem Gitarristen Brad Shepik.
Eade lebt mit ihrem Mann, dem Saxophonisten Allan Chase, und ihren zwei Söhnen in Boston.

## Auszeichnungen
Dominique Eade wurde ab 1988 mehrmals mit dem Boston Music Awards ausgezeichnet; 1998 gewann sie bei den Sängerinnen den Kritikerpoll des Down Beat als „Talent Deserving Wider Recognition“. Ihr Album My Resistance Is Low hat Billboard als eine der Top Ten Jazz CDs des Jahres 1995 hervorgehoben.

## Diskographische Hinweise
- The Ruby and the Pearl (Accurate Records, 1990)
- My Resistance is Low (Accurate Records, 1994)
- When the Wind Was Cool (RCA, 1997)
- The Long Way Home (RCA, 1998)
- Dominique Eade/Jed Wilson: Open (Jazz Project, 2006)
- Ran Blake/Dominique Eade: Whirlpool (2011)
- Dominique Eade/Ran Blake: Town and Country (Sunnyside, 2017)